# Lista över floder efter längd

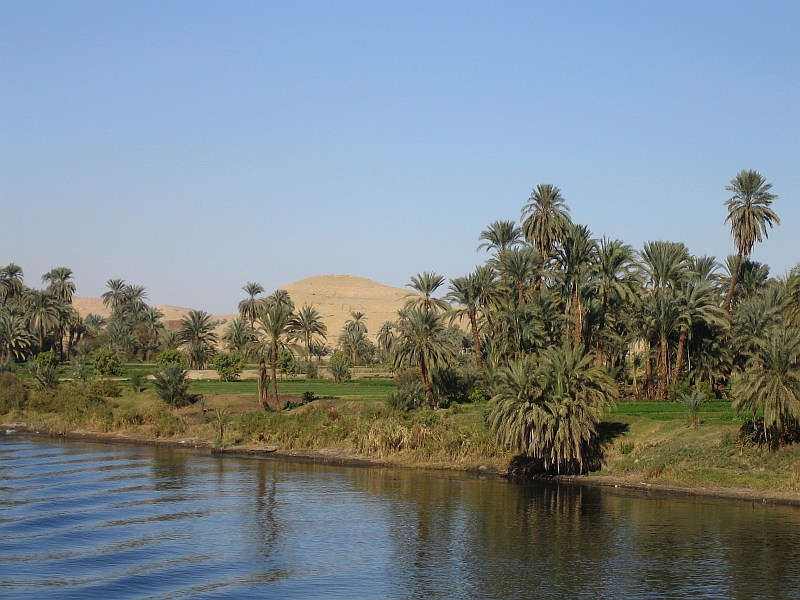
Utsikt över Nilen, från en kryssningsbåt, mellan Luxor och Assuan i Egypten.

Detta är en lista över de längsta floderna på jorden.
| |       |          |        |             |            |
| \| Färgnyckel för kontinenter \| Färgnyckel för kontinenter \| Färgnyckel för kontinenter \| Färgnyckel för kontinenter \| Färgnyckel för kontinenter \| Färgnyckel för kontinenter \| \| -------------------------- \| -------------------------- \| -------------------------- \| -------------------------- \| -------------------------- \| -------------------------- \| \| Afrika \| Asien \| Oceanien \| Europa \| Nordamerika \| Sydamerika \| |       |          |        |             |            |
| Färgnyckel för kontinenter |       |          |        |             |            |
| Afrika | Asien | Oceanien | Europa | Nordamerika | Sydamerika |

|     | Flod                                 | Längd (km)    | Avrinningsområde (km²) | Genomsnittlig vattenföring (m³/s) | Utflöde            | Länder i avrinningsområdet                                                                                          |
| --- | ------------------------------------ | ------------- | ---------------------- | --------------------------------- | ------------------ | --- |
| 1.  | Nilen – Kagerafloden                 | 6 853 (6,650) | 3 254 555              | 5 100                             | Medelhavet         | Etiopien, Eritrea, Sudan, Uganda, Tanzania, Kenya, Rwanda, Burundi, Egypten, Kongo-Kinshasa, Sydsudan               |
| 2.  | Amazonfloden – Ucayali – Apurimac    | 6 992 (6,400) | 7 050 000              | 219 000                           | Atlanten           | Brasilien, Peru, Bolivia, Colombia, Ecuador, Venezuela, Guyana                                                      |
| 3.  | Yangtze (Chang Jiang)                | 6 300 (6,418) | 1 800 000              | 31 900                            | Östkinesiska havet | Kina |
| 4.  | Mississippi–Missourifloden–Jefferson | 6 275         | 2 980 000              | 16 200                            | Mexikanska golfen  | USA (98,5%), Kanada (1,5%)                                                                                          |
| 5.  | Jenisej–Angara–Selenga               | 5 539         | 2 580 000              | 19 600                            | Karahavet          | Ryssland (97%), Mongoliet (2,9%)                                                                                    |
| 6.  | Gula floden (Huang He)               | 5 464         | 745 000                | 2 110                             | Bohai              | Kina |
| 7.  | Ob–Irtysj                            | 5 410         | 2 990 000              | 12 800                            | Obviken            | Ryssland, Kazakstan, Kina, Mongoliet                                                                                |
| 8.  | Paranáfloden – Río de la Plata       | 4 880         | 2 582 672              | 18 000                            | Río de la Plata    | Brasilien (46,7%), Argentina (27,7%), Paraguay (13,5%), Bolivia (8,3%), Uruguay (3,8%)                              |
| 9.  | Kongo–Chambeshi (Zaïre)              | 4 700         | 3 680 000              | 41 800                            | Atlanten           | Kongo-Kinshasa, Centralafrikanska republiken, Angola, Kongo-Brazzaville, Tanzania, Kamerun, Zambia, Burundi, Rwanda |
| 10. | Amur–Argun (Heilong Jiang)           | 4 444         | 1 855 000              | 11 400                            | Ochotska havet     | Ryssland, Kina, Mongoliet                                                                                           |